# Minthostachys mollis
Pour les articles homonymes, voir Muna.
Espèce
Classification phylogénétique
Synonymes
- Bystropogon canus Benth.[2]
- Bystropogon mollis Kunth[2]
- Bystropogon pavonianus Briq.[2]
- Bystropogon reticulatus Willd. ex Steud.[2]
- Bystropogon tomentosus Benth.[2]
- Mentha mollis Benth.[2] [3]
- Minthostachys mollis var. mollis[2]
- Minthostachys tomentosa (Benth.) Epling[2]

Minthostachys mollis, ou muña, est une espèce de plantes à fleurs de la famille des Lamiaceae. C'est une plante médicinale endémique des Andes du Venezuela à la Colombie. C'est l'espèce la plus largement répandue du genre Minthostachys. Le nom de muña vient de la langue quechua, qui signifie menthum en latin (menthe). Elle est aussi connue sous les noms de tipo, tipollo ou poleo.

## Liste des variétés
Selon Catalogue of Life (23 septembre 2018), World Checklist of Selected Plant Families (WCSP) (23 septembre 2018) et Tropicos (23 septembre 2018) :
- variété Minthostachys mollis var. hybrida Schmidt-Leb. (2008)
- variété Minthostachys mollis var. mandoniana (Briq.) Schmidt-Leb. (2008)
- variété Minthostachys mollis var. mollis

Selon The Plant List (23 septembre 2018) :
- variété Minthostachys mollis var. mandoniana (Briq.) Schmidt-Leb.